# Sucker Punch Productions
Sucker Punch Productions, és un desenvolupador de videojocs nord-americà amb seu a Bellevue, Washington. És més conegut per crear jocs d'acció de personatges per a consoles PlayStation com Sly Cooper, Infamous i Ghost of Tsushima. L'estudi forma part de PlayStation Studios des del 2011. A partir del 2020, l'empresa dona feina a unes 160 persones.
Sucker Punch Productions va ser fundada l'octubre de 1997 per Brian Fleming, Bruce Oberg, Darrell Plank, Tom i Cathy Saxton i Chris Zimmerman. Els fundadors van treballar a Microsoft abans d'unir-se a la indústria dels videojocs. Tot i tenir dificultats per trobar una editorial i finançament, el primer projecte del grup, Rocket: Robot on Wheels, va ser llançat l'any 1999. Tot i que no va tenir un bon rendiment comercial, va ser ben rebut per la crítica, que va animar l'equip a desenvolupar un nou joc el 2002 anomenat Sly Cooper and the Thievius Raccoonus. L'equip es va acostar a Sony Computer Entertainment per publicar el joc, que es va convertir en un èxit comercial inesperat i va generar una franquícia amb dues seqüeles: Sly 2: Band of Thieves (2004) i Sly 3: Honor Among Thieves (2005).
Després de treballar en tres jocs de Sly Cooper, l'equip va continuar la seva associació amb Sony i va passar a fer un joc de superherois de món obert inspirat en còmics titulat Infamous (2009). Infamous va ser un èxit modest i Sucker Punch el va seguir amb dues seqüeles, Infamous 2 (2011) i Infamous Second Son (2014). Després del llançament d'Infamous 2, Sony va adquirir Sucker Punch per una suma no revelada. Després del llançament de Second Son, l'estudi va passar sis anys treballant en el següent joc, Ghost of Tsushima (2020), que es va convertir en un dels jocs originals de Sony més venuts per a PlayStation 4, venent més de 9,73 milions de còpies.

## Videojocs
| Any  | Títol                                 | Plataformes                  |
| ---- | ------------------------------------- | ---------------------------- |
| 1999 | Rocket: Robot on Wheels               | Nintendo 64                  |
| 2002 | Sly Cooper and the Thievius Raccoonus | PlayStation 2                |
| 2004 | Sly 2: Band of Thieves                | PlayStation 2                |
| 2005 | Sly 3: Honor Among Thieves            | PlayStation 2                |
| 2009 | Infamous                              | PlayStation 3                |
| 2011 | Infamous 2                            | PlayStation 3                |
| 2011 | Infamous: Festival of Blood           | PlayStation 3                |
| 2014 | Infamous Second Son                   | PlayStation 4                |
| 2014 | Infamous First Light                  | PlayStation 4                |
| 2020 | Ghost of Tsushima                     | PlayStation 4, PlayStation 5 |
| 2021 | Ghost of Tsushima: Legends            | PlayStation 4, PlayStation 5 |